# 爆裂點
《爆裂點》（英語：Bursting Point）是2023年香港犯罪動作片，由唐唯瀚導演，林超賢任總導演，張家輝、陳偉霆及梁洛施領銜主演，譚俊彥及姜皓文主演，周秀娜友情客串，楊祐寧特別客串。本片是唐唯瀚導演和林超賢監製首作。
《爆裂點》於2023年12月8日在香港、澳門、中國大陸、馬來西亞同步上映。

## 故事簡介
卧底探员江铭（陳偉霆飾）奉毒品調查科总督察李振邦（張家輝飾）之命潜入毒梟韩洋（譚俊彥飾）的贩毒组织，师徒二人誓将韩抓捕。怎料江铭却为势所迫走向黑暗，李振邦竭力挽救不果，师徒之间渐渐演变成无可挽回的敌对关系...

## 演員表

### 領銜主演
| 演員   | 角色   | 備註 |
| 張家輝 | 李振邦 | 毒品調查科總督察 江銘之師傅 韓洋之宿敵 |
| 陳偉霆 | 江銘   | 機動部隊警長 韓洋之手下，實為毒品調查科臥底 李振邦之徒弟 被韩洋手下砍下了右手手掌 最后因韩洋识破其卧底身份，被其灌食毒品后再度被其殴打致死 |
| 梁洛施 | 膺秀   | 金三角製毒師 鄭文樓之妻，與其不和 鄭玉玲之母，與其不和 于挟持郑文楼及柳青时企图自杀，但及时被李振邦阻止及被开枪射伤，生死未卜              |

### 主演
| 演員   | 角色 | 備註 |
| 譚俊彥 | 韓洋 | 香港販毒組織首領之一 韓凱之兄 司徒葦之男友，與其不和 江銘之老大，識破其為警方臥底後餵其灌食毒品 李振邦之天敵兼殺子仇人 于结局被司徒苇刺杀身亡 |
| 姜皓文 | 林九 | 香港販毒組織頭目之一 江銘之老大 因识破江铭之卧底身份，企图想杀害其时反被其杀害                                                                |

### 其他演員
| 演員                | 角色       | 備註 |
| 周秀娜 （友情客串） | 司徒葦     | 香港販毒集團醫師 韓洋之女友，於結局反目 |
| 楊祐寧 （特別客串） | 鄭文樓     | 前化學教師，被阮天佑威逼利誘下成為製毒師 膺秀之夫，被其認為已經於獄中自殺，後來於尖沙咀參行重遇後因為與柳青組織家庭有所歉疚而反目 因為於獄中被柳青之父救走而成為柳青之夫 鄭玉玲之父 膺漢之姐夫 |
| 戴耀明              | 肥沙       | 緝毒組警員 最后于火场被林九烧死 |
| 黃又南              | 智仔       | 緝毒組警員 最后被江铭殴打致重伤，再被韩洋指使的水王烧死 |
| 李凱賢              | 阿祖       | 香港販毒組織成員 林九之手下 最后被江铭杀害 |
| 張頴康              | 韓凯       | 香港販毒組織首領之一 韓洋之二弟 在与警队枪战时被智仔开车撞到墙壁，再被火烧死 |
| 朱鑑然              | 潇洒       | 緝毒組警員 |
| 胡子彤              | 水王       | 香港販毒組織成員 |
| 楊天宇              | 家驹       | 緝毒組警員 最后于火场被林九烧死 |
| 张文傑              | 阿虎       | 香港販毒組織頭目之一 最後被瀟灑擊傷後，被自己扔出的手榴彈炸死 |
| 丘梓謙              | 李灝程     | 李振邦之子，與其不和，後於羈留室因靜儀道出與李振邦離婚的真相後和好（刪減片段） 最后在货车里被韩洋放火烧死                                                                                      |
| 許恩怡              | 鄭玉玲     | 鄭文樓、膺秀之女 |
| 麥子樂              | 膺漢       | 前軍人 膺秀之弟 鄭文樓之小舅 鄭玉玲之舅舅 於尖沙咀挾持阮勇駕車逃走期間被汽車炸彈炸死 |
| 李文標              | 標哥       | 緝毒組警長 |
| 蘇宸䄖              | 阮勇       | 金三角販毒組織頭目 阮天佑之手下 於尖沙咀被膺漢挾持駕車逃走期間被汽車炸彈炸死 |
| 周漢寧              | 鱼蛋       | |
| 施祖男              | 川合代理人 | 負責與韓洋交易 因韓洋無法交貨而追殺其未遂，反被其用紅酒開瓶器殺害 |
| 李明憲              | 川合       | 日本買家 |
| 黎峻                | 大輝       | 香港販毒組織成員 林九之手下 細輝之兄 因槍支問题而於韓洋面前被林九槍殺 |
| 洪助昇              | 細輝       | 香港販毒組織成員 林九之手下 大輝之弟 因槍支問题而於韓洋面前被林九槍殺 |
| 盧惠光              | 智叔       | 緝毒組警署警長 智仔之父 販毒組織之天敵 於片頭被韓洋綁住車尾撞向爛鐵堆分屍致死 |
| 張慧儀              | 靜儀       | 李振邦之前妻 李灝程之母 |
| 唐詩詠              | 柳青       | 參行千金 因其父於獄中救走鄭文樓而成為鄭文樓第二任妻子 |
| 温绍平              | 阮天佑     | 金三角販毒組織首領 威逼鄭文樓、膺秀伉儷製毒 |
| 何偉业              |            | 緝毒組警員 |
| 洪偉耀              | 鏟車師傅   | |
| 蕭徽勇              |            | 警司 |
| 孟希璘              |            | 機動部隊警員 |

## 电影歌曲
| 曲別   | 歌名       | 作曲 | 作詞   | 主唱           |
| ------ | ---------- | ---- | ------ | -------------- |
| 主題曲 | 《大丈夫》 | 黄霑 | 刘家昌 | 张家辉、陈伟霆 |

## 製作
2022年7月21日電影正式開鏡，台前幕後雲集九龍灣一空地進行拜神儀式。
陳偉霆對上一次拍攝港產片已是2014年上映的《男人唔可以窮》。
2022年10月26日，拍摄团队到达马来西亚霹雳州怡保金宝县椰壳洞取景时遇上豪雨受困山洞，之后经金宝消拯局派遣搜救人员进行紧急救援后，拍摄团队直到傍晚6时才安全离开。
導演唐唯瀚表示拍攝時本身預了有兩個版本，陳偉霆爆肌黑化版是儲心積慮去整死黑哥（姜皓文），如果選用這個，就會成為角色黑化的引子，故事結局都會有所改動。但最終選擇不去黑化對整個故事的發展。

## 發行
電影評級中根據《電影檢查條例》，本片列為只准18歲或以上人士觀看（III）。此片為唐唯瀚首部導演作品兼首部執導的三級片；林超賢繼《紅海行動》（時隔5年）和《豪情》（時隔20年）後第三部執導的三級片；梁洛施、譚俊彥、楊祐寧、朱鑑然、楊天宇、周漢寧、許恩怡、唐詩詠、張慧儀、戴耀明、孟希璘及何偉業首部參演的三級片；丘梓謙首部參演電影兼首部三級片；中国大陆上映版本和香港一致，且宣传海报上写有18岁以下需陪同观看的提示，是《红海行动》之后又一部在中国大陆上映的完整版三级片。也是《涉过愤怒的海》之后第二部根据电影产业促进法标注年龄提示的国产真人电影。

## 奬項
| 年份 | 颁奖典礼             | 奖项         | 入圍者                 | 结果 |
| ---- | -------------------- | ------------ | ---------------------- | ---- |
| 2024 | 第42屆香港電影金像獎 | 最佳動作設計 | 董瑋                   | 獲獎 |
| 2024 | 第42屆香港電影金像獎 | 最佳音響效果 | 聶基榮、林紹儒、陳慧思 | 提名 |
| 2024 | 第42屆香港電影金像獎 | 最佳視覺效果 | 袁華堂、王喜慶、楊敏傑 | 提名 |

## 備註
1. ↑  截至2023年12月31日

## 外部連結
- 爆裂點的Facebook專頁
- 爆裂點的Instagram帳戶
- 香港影庫上《爆裂點》的資料（繁體中文）
- 豆瓣电影上《爆裂點》的資料 （简体中文）
- 互联网电影数据库（IMDb）上《爆裂點》的资料（英文）